# 예비비
예비비(豫備費)는 예견하기 어려운 세출예산의 부족에 충당하기 위하여 세출 세입예산에 계상되어 있는 경비이다. 많은 나라에서는 추가 예산제도 이외에 예산에 탄력성을 두기 위하여 의회의 승인의 취지에 반하지 않는 범위내에서 정부가 책임을 지고 예산화·지출할 수 있도록 예산내에 설정된 용도미정의 재원이다. 한국에서는 국회의 의결에 의하여 성립되어 그 지출은 정부의 책임하에서 행하여지나 사후에 국회의 승인을 요한다.